# Данди, Шон
Шон Уи́льям Да́нди (нем. Sean William Dundee; 7 декабря 1972, Дурбан) — южноафриканский и немецкий футболист, нападающий.

## Карьера
Шон начал карьеру в клубах ЮАР, а в 1992 году перешёл в немецкий «Штутгартер Кикерс». Сезон 1994/1995 годов он провёл в аренде в «Дитцингене», а затем был куплен клубом первой Бундеслиги «Карлсруэ».
Данди стал одним из лучших бомбардиров турнира, забив 16 голов в сезоне 1995/1996 годов и ещё 17 мячей в следующем сезоне. Шон принял гражданство Германии, так как надеялся, что его вызовут в национальную команду, но в итоге сыграл лишь за вторую сборную. В 1998 году он перешёл в «Ливерпуль», однако стал одной из самых больших трансферных неудач в истории клуба. Многие болельщики и по сей день считают его «возможно, худшим игроком, когда-либо надевавшим футболку „Ливерпуля“». При подписании контракта Шон заявил через газету о том, что он «не менее быстр, чем Майкл Оуэн». Как впоследствии могли убедиться болельщики «красных», это было далеко от истины.
В 1999 году он вернулся в Германию, где стал выступать за «Штутгарт», а в 2003/2004 годах отыграл один сезон в Австрии за венскую «Аустрию». В 2004 году он вернулся в «Карлсруэ», а позднее выступал также за «Кикерс Оффенбах» и «Штутгартер Кикерс». С августа 2008 года играл за клуб «АмаЗулу» из ЮАР.